# 岩手信用組合
岩手信用組合（いわてしんようくみあい）は、2002年まで存在し、岩手県大船渡市に本店を置いていた信用組合である。2001年11月の破綻時での店舗数は5ヶ店で、統一金融機関コードは、2048であった。

## 破綻に至るまでの経緯
破綻時の事業区域は大船渡市・陸前高田市・釜石市・遠野市・盛岡市・気仙郡・西磐井郡・東磐井郡・上閉伊郡・紫波郡・稗貫郡だった。

一時的には業務拡大を図るために盛岡市にも支店を置いていた（1978年開設）が、業績不振などから1986年に廃止した。しかし、遠洋漁業関係の大型倒産をはじめとする水産業の不振などによって経営状況、財務内容が悪化したことから、1986年2月に決算承認組合に指定され、バブル崩壊以降には景気の長期低迷によって建設業や漁業を中心に経営が悪化、果ては倒破産・廃業する取引先も続出、運命共同体的企業も相次いで倒れ、貸付金の不良債権化、焦げ付きが進むこととなった。1995年には経営陣を刷新した上で「経営改善計画」を10カ年策定したが、その後も大口の貸出などが不良債権化したことに加え、収益確保の観点から多額の償却処理が余儀なくされた。2001年3月期の決算では自己資本比率が2.2%であったものが、その年の8月末時点での財務内容を精査したところ、自己資本比率が-5.98%の債務超過と判明した。このことから、同組合は自主再建を断念し、2001年11月9日に経営破綻した。
預金と顧客は気仙沼信用金庫に譲渡し、同信金は同組合の全5ヶ店のうち3ヶ店（本店・高田支店・三陸支店）が同信金の店舗として譲り受けた。これにより岩手県に本拠を置く地域信用組合が消滅し、同県内に現存するのは、いずれも職域系である杜陵信用組合と岩手県医師信用組合の2組合のみとなった。

## 沿革
- 1958年（昭和33年）10月10日 - 岩手信用組合として、大船渡市にて設立
- 1978年（昭和53年） - 盛岡支店を開設（1986年廃止）
- 2001年（平成13年）11月9日 - 経営破綻
- 2002年（平成14年） 7月8日 - 気仙沼信用金庫へ事業譲渡（全5店舗中、3店舗を同信金の店舗として開設）、後に清算。